# Абд аль-Латиф
Абд аль-Латиф ибн Улугбек (1420—1450), Самарканд) — правитель, султан Мавераннахра из династии Тимуридов, сын Улугбека.

## Биография
Абд аль-Латиф был старшим сыном Улугбека (1394-1449), но воспитывался в Герате, далеко от отца. Обладал несомненным военным талантом, писал стихи, но был жёстким человеком и беспощаден к подданным. После смерти своего деда Шахруха в 1447 году Абд аль-Латиф участвовал в междоусобной борьбе за власть. Вместе с отцом одержал победу в этой борьбе, в результате чего Герат перешёл в руки Улугбека. Однако затем отношения между отцом и сыном испортились.

## Восхождение на престол и предательское убийство отца
Абд аль-Латиф, окружённый заядлыми врагами своего отца, осенью 1449 года разбил войско Улугбека и в октябре 1449 года воссел на престол в Самарканде. Тогда Улугбек, по-видимому, с целью лично убедить сына в его заблуждении, возвратился в Самарканд для переговоров с Абд аль-Латифом. Но переговоры оказались безуспешными. Наоборот, Абд аль-Латиф, окружённый врагами Улугбека, становится на гнуснейшем пути — раз и навсегда убрать его со своего пути. Разрабатывается предательский план убийства Улугбека. С согласия Абд аль-Латифа группа религиозных лиц и судей вынесли смертный приговор Улугбеку, который затем был казнён в октябре 1449 года. Через некоторое время был казнён и его брат Абдул-Азиз. Подлое убийство Улугбека вызвало возмущение у тимуридских культурных элит. А. Навои в своих стихах осудил отцеубийцу Абдалатифа.
Тимуриду Абу Саиду удалось сбежать в Бухару. Абд аль-Латиф процарствовал всего шесть месяцев. Его жёсткая внутренняя политика и военные дарования временно предотвратили набеги кочевников на Мавераннахр.

## Смерть
Абд аль-Латиф был убит в пригороде Самарканда 8 мая 1450 года воином Улугбека Бобо Хусейном. Предполагают, что он был похоронен в мавзолее Аксарай в Самарканде. После Абд аль-Латифа к власти пришёл племянник Улугбека Абдулла ибн Ибрагим султан (1450-1451).